# Torre dei Macci
La Torre dei Macci è un edificio trecentesco di Firenze situato in piazza dei Tre Re, una piazzetta accessibile solo da stretti vicoli vicino a via dei Calzaiuoli. L'edificio è oggi inglobato nel palazzo Calzaiuoli, che si estende su via dei Calzaiuoli angolo via di Orsanmichele.

## Storia e descrizione
La famiglia dei Macci era un'importante famiglia fiorentina del XIII secolo, che possedevano numerose case e torri, compresa una loggia, tra via dei Calzaiuoli e Orsanmichele, ma essendo di fede ghibellina, subirono la confisca dei beni e l'esilio dopo la battaglia di Benevento (1266), per rientrare poi in città molto ridimensionati nelle ricchezze, fino all'estinzione nel Seicento. La loro memoria è affidata a via de' Macci che però si trova in zona Santa Croce, dove essi avevano fondato l'ospedale e l'ex convento di San Francesco de' Macci e si erano ritirati a vivere dopo la disfatta.  La famiglia si estinse nel XVII secolo. 

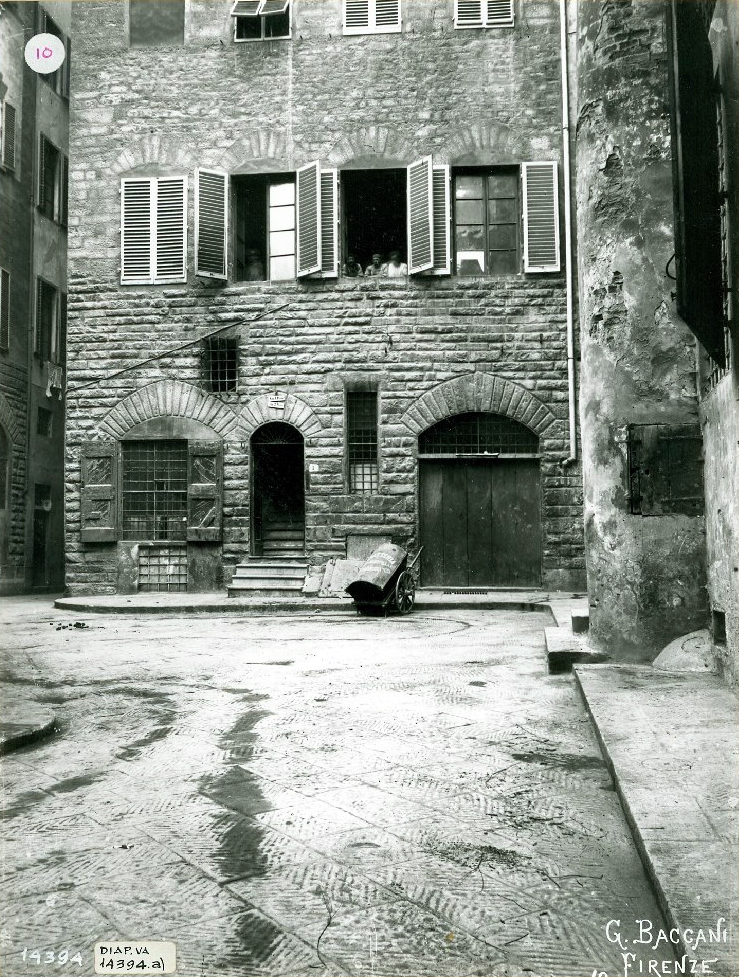
Base dell'edificio in una foto Baccani degli anni 1880

L'attuale piazza dei Tre Re era il cuore dei loro possedimenti, e l'antico nome della piazza, "Corte de' Macci", testimonia chiaramente come questa fosse in realtà una sorte di corte privata. Il nome attuale invece deriva da un'antica locanda dall'insegna pretenziosa prima di "Albergo del Re" e poi "dei Tre Re".
Un'antica torre della famiglia è ricordata come nei pressi di Orsanmichele dal 1208, attorno alla quale si costituì una consorteria legata alla famiglia. La stessa torre si trova poi citata nel 1255, quando si ricordò come ai piedi di essa esistesse la "curia di Porta Duomo" in cui risiedette il podestà di Firenze. Nel 1356 i Macci ospitarono di nuovo il podestà nelle loro case, allorché nel suo palazzo si era insediato il Duca di Atene. Secondo il Carocci questa torre andò distrutta nel 1385, per agevolare il transito in via dei Calzaiuoli.

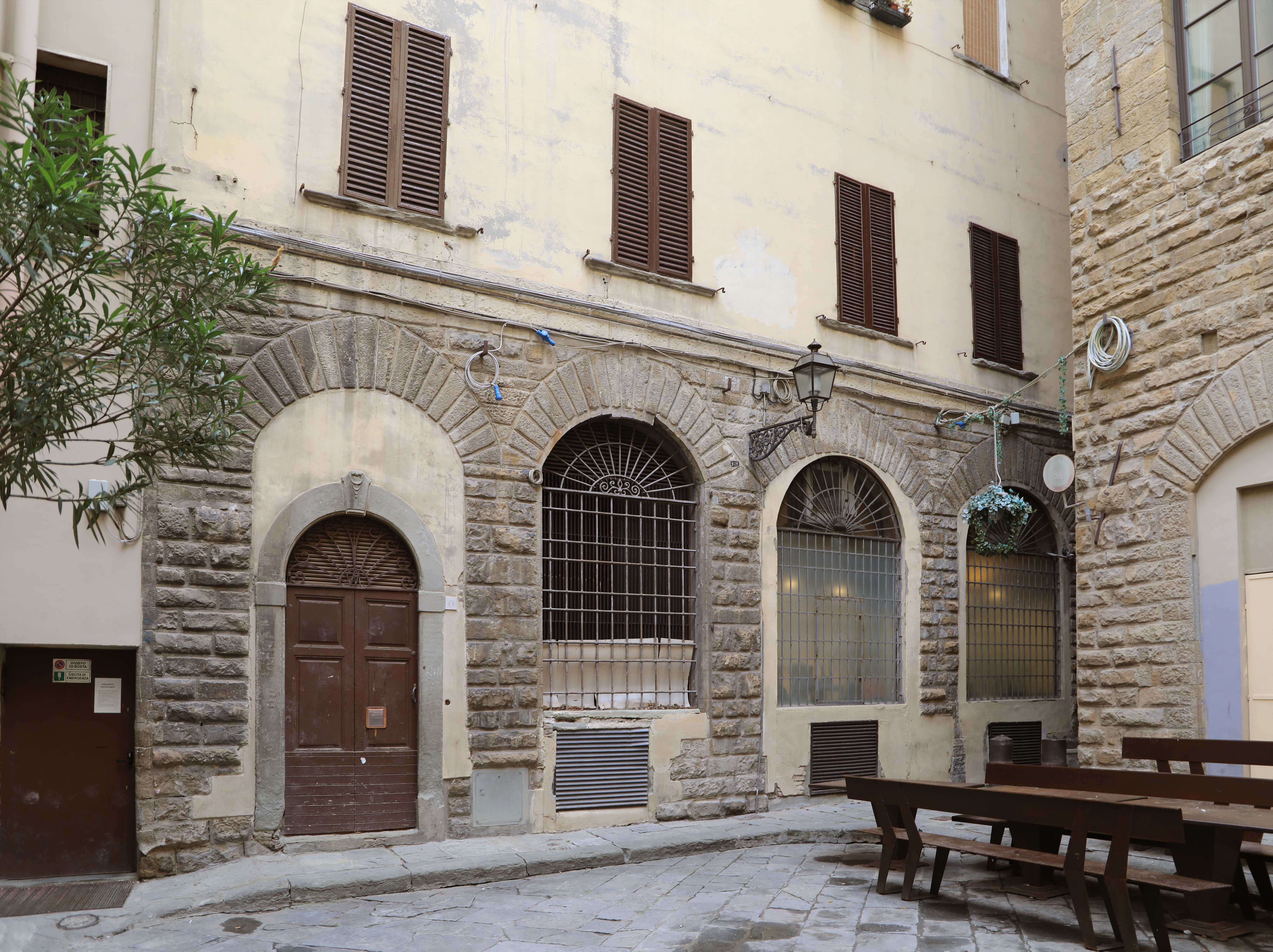
Possibile sito della loggia dei Macci, accanto al palazzetto

Il palazzetto che oggi viene definito torre dei Macci è un alto edificio a base rettangolare sul lato ovest della piazza dei Tre Re, con bugnato rustico che ne rivela una costruzione risalente almeno alla fine del XIV secolo. Alto cinque piani, al primo reca ancora due ampie arcate con arco ribassato e ghiera a bugne sporgenti leggermente archiacuta, dove si trovavano delle botteghe, tra le quali si incunea uno stretto portalino, rialzato di qualche gradino, che porta alla scala per i piani superiori. Ben conservate sono le finestre ad arco ribassato del primo e del secondo piano, mentre ai piani superiori sono più rimaneggiate, con tracce nella muratura di centinature simili.
La torre si trova a fianco del retro del palazzo dell'Arte dei Beccai, del quale rimane uno stemma angolare sulla piazza, mentre a sinistra si affaccia sullo stretto vicolo dell'Onestà, così chiamato perché vicino alla sede la "Magistratura dell'Onestà", che si occupava della prostituzione. Vi facevano parte otto cittadini estratti a sorte (due per quartiere) che avevano suprema autorità sulle meretrici, emettendo il bullettino di libero esercizi, stabilendo i prezzi e i luoghi dove svolgere tale attività. La magistratura doveva essere ubicata nel retro del palazzo dell'Arte dei Beccai, o in un fondo a esso adiacente verso l'angolo della piazza. Nello stesso sito ebbero temporaneamente sede, tra XVII e XVIII secolo, alcune istituzioni come l'Arte dei Linaioli e Rigattieri o la Congregazione di San Giovanni Battista.